# 四川省历史文化名镇
四川省历史文化名镇由四川省政府公布，已公布四批共51个省级历史文化名镇，其中21个已升格为中国历史文化名镇。
- 第一批：1991年，
  - 达州市达川区石桥镇（1，已升格为第七批中国历史文化名镇）

- 第二批：1992年，公布 个

- - 雅安市雨城区上里镇（2，已升格为第七批中国历史文化名镇）
  - 石棉县安顺场镇（2）
  - 双流县黄龙溪镇（2，已升格为第三批中国历史文化名镇）
  - 新都县新繁镇（2）
  - 青白江区城厢镇（2）
  - 宜宾市翠屏区李庄镇（2，已升格为第二批中国历史文化名镇）
  - 屏山县龙华镇（2，已升格为第五批中国历史文化名镇）
  - 广元市元坝区昭化镇（2，已升格为第四批中国历史文化名镇）
  - 旺苍县木门镇（2）
  - 乐山市犍为县罗城镇（2）
  - 巴中市巴州区恩阳镇（已升格为第四批中国历史文化名镇）
  - 资阳市资中县铁佛镇（2）
  - 资中县罗泉镇（已升格为第四批中国历史文化名镇）
  - 绵阳市三台县郪江镇（2，已升格为第七批中国历史文化名镇）
  - 成都市龙泉驿区洛带镇（已升格为第四批中国历史文化名镇）
  - 邛崃市茶园乡
  - 崇州市街子镇
  - 崇州市怀远镇
  - 崇州市元通镇（已升格为第七批中国历史文化名镇）
  - 蒲江县西来镇
  - 金堂县五凤镇（已升格为第六批中国历史文化名镇）
  - 泸县立石镇
  - 合江县福宝镇（已升格为第四批中国历史文化名镇）
  - 达州市大竹县清河镇
  - 眉山市洪雅县高庙镇
  - 洪雅县柳江镇（已升格为第七批中国历史文化名镇）
  - 甘孜州德格县更庆镇

- 第三批：1995年1月10日，公布 个

- - 成都市大邑县安仁镇（3，已升格为第二批中国历史文化名镇）
  - 西昌市礼州镇（3）
  - 合川市涞滩镇（3）
  - 德阳市罗江镇（3）
  - 德阳市孝泉镇（3）
  - 江油市青莲镇（3）
  - 彭山县江口镇（3）

- - 阆中市老观镇（2004年公布，已升格为第二批中国历史文化名镇）

- 第四批：2009年09月14日，公布11个[1]
  - 大邑县新场镇（4，已升格为第四批中国历史文化名镇）
  - 邛崃市火井镇
  - 自贡市贡井区艾叶镇（4，已升格为第六批中国历史文化名镇）
  - 自贡市大安区牛佛镇（4，已升格为第六批中国历史文化名镇）
  - 富顺县狮市镇
  - 富顺县赵化镇（4，已升格为第五批中国历史文化名镇）
  - 古蔺县二郎镇（4，已升格为第六批中国历史文化名镇）
  - 峨眉山市罗目镇
  - 通江县毛浴镇（4，已升格为第七批中国历史文化名镇）
  - 平昌县白衣镇（4，已升格为第六批中国历史文化名镇）
  - 理县薛城镇

- 第五批：2013年9月22日，公布7个[2]
  - 宜宾市叙州区横江镇（5，已升格为第六批中国历史文化名镇）
  - 内江市隆昌县云顶镇（5，已升格为第六批中国历史文化名镇）
  - 绵阳市三台县西平镇
  - 自贡市大安区三多寨镇（5，已升格为第七批中国历史文化名镇）
  - 阿坝州汶川县水磨镇
  - 宜宾市长宁县双河镇
  - 宜宾市江安县夕佳山镇